# San Juan (Argentina)
 For alternative betydninger, se San Juan. (Se også artikler, som begynder med San Juan)
San Juan er hovedbyen i provinsen San Juan i Argentina. Den ligger 650 meter over havet, i Tulúmdalen, vest for floden San Juan. Selve bykommunen havde ved folketællingen i 2001 en befolkning på 112.778, mens der i hele storbyområdet bor over 450.000 mennesker.
Byen blev grundlagt som San Juan de la Frontera, den 13. juni 1562, af guvernør Juan Jufré. Byen lå først ved bredden af floden San Juan, men efter oversvømmelser i 1593 blev byen flyttet til hvor den ligger i dag, 2,5 km længere mod syd. I kolonitiden (1562–1810) var San Juan en stille provinsby, og var stort set ikke indblandet i de interne krige som hærgede Argentina i perioden 1820-1860.
15. januar 1944 blev byen ødelagt af et voldsomt jordskælv, hvor 10.000 personer omkom og halvdelen af befolkningen i provinsen blev hjemløse. Efter jordskælvet i 1944 blev byen genopbygget med koncentriske boulevarder, lige avenuer omkranset af træer, moderne boliger og mange parker, så som Parque de Mayo med sin store kunstige indsø. Der er i nyere tid blevet udbygget store vandkraftreservoirer omkring byen, hvor Quebrada de Ullum-dæmningen og Cuesta del Viento-dæmningen i alt leverer ca. 440 GWh elektrisk energi årligt, fra floden San Juan.